# University of Chicago
University of Chicago är ett välkänt högre lärosäte i Chicago i delstaten Illinois i USA. Universitetet grundades 1890 av affärsmannen John D. Rockefeller och byggdes upp cirka 10 km från Chicagos centrum.
Antalet studenter uppgår till omkring 15 000, varav endast en tredjedel läser på grundnivå. Universitetet är välkänt för sin framgångsrika forskning inom en mängd områden, såsom arkeologi, astronomi, fysik, juridik, medicin, nationalekonomi, sociologi och statsvetenskap. Förutom utbildning driver universitetet även ett sjukhus, University of Chicago hospitals, och ett bokförlag, University of Chicago Press. Universitetets ekonomiska fakultet har en stark tradition av traditionell neoklassisk (liberal) nationalekonomi.
Ett stort antal Nobelpris (inklusive Riksbankens ekonomipris) har delats ut till universitetets forskare. Fram till 2009 hade 17 personer tilldelats pris medan de tjänstgjorde vid universitetet och totalt 87 pristagare hade någon koppling till universitetet, inklusive tidigare studenter och gästforskare.
Det är ett av världens främsta lärosäten. Det rankades som det 9:e främsta lärosätet i världen (av totalt ca 20 000 lärosäten) i Times Higher Educations ranking av världens främsta lärosäten 2018.